# Stelian Moculescu
 (juillet 2016).
Stelian Moculescu, né le 6 mai 1950 à Brașov, est un ancien joueur roumain de volley-ball, désormais entraîneur. Il est l'une des figures les plus marquantes du volley-ball allemand.

## Parcours

### Joueur
- CSŞ Timișoara : 1967–1970
- Rapid Bucarest : 1970–1972
- USC Münster : 1972–1973
- TSV 1860 Munich : 1973–1980
- Tyrolia Vienne : 1980–1981 et 1983–1985
- TV Passau : 1981–1983

### Entraîneur
- TSV 1860 Munich :  1977–1980
- TV Passau : 1981–1983
- Tyrolia Vienne : 1983–1985
- Bayern : 1985–1986
- TSV 1860 Munich : 1986–1989
- Équipe nationale d'Allemagne (M) : 1987–1990 et 1999–2008
- TSV Milbertshofen : 1990–1991
- ASV Dachau : 1991–1997
- VfB Friedrichshafen : 1997–2016
- Équipe nationale de Roumanie (M) : 2008–2012
- Équipe nationale d'Autriche : 2017–2018[1]
- Berlin Recycling Volleys : 2018

## Palmarès

### Joueur
- Jeux olympiques[2]
  - Cinquième : 1972

- Championnat d'Allemagne (1)
  - Vainqueur : 1975

- Coupe d'Allemagne (2)
  - Vainqueur : 1973, 1975

### Entraîneur
- Ligue des champions (1)
  - Vainqueur : 2007
  - Finaliste : 1996, 2000
  - Troisième : 1999

- Supercoupe d'Europe
  - Finaliste : 1996

- Championnat d'Autriche (3)
  - Vainqueur : 1981, 1984, 1985

- Coupe d'Autriche (2)
  - Vainqueur : 1983, 1984

- Championnat d'Allemagne (19)
  - Vainqueur : 1978, 1980, 1991, 1995, 1996, 1998, 1999, 2000, 2001, 2002, 2005, 2006, 2007, 2008, 2009, 2010, 2011, 2015, 2018

- Coupe d'Allemagne (19)
  - Vainqueur : 1978, 1979, 1980, 1982, 1990, 1997, 1998, 1999, 2001, 2002, 2003, 2004, 2005, 2006, 2007, 2008, 2012, 2014, 2015

- Championnat d'Europe
  - Cinquième : 2007